# Anton Gordonoff
Anton «Toni(o)» (auch: Tania) Gordonoff (* 3. Februar 1893 in Witebsk, im Russischen Kaiserreich; † 29. Dezember 1966 in Moskau) war ein Schweizer Pharmakologe und Toxikologe russischer Herkunft.

## Leben
Gordonoff studierte Pharmakologie an den Universitäten Bern und Nancy und absolvierte 1921 das Schlussexamen. Unter dem Pharmakologen Emil Bürgi wurde er 1922 in Bern zum Dr. med. promoviert mit der Arbeit Pharmakologische Untersuchung einiger von Karrer aus natürlichen Aminosäuren abgeleiteten Choline (sogen. proteinogene Choline). Im Jahr 1926 wurde er dort habilitiert und 1946 zum Professor für Pharmakologie und Toxikologie berufen. Er leitete bis zu seiner Emeritierung (1963) das Departement für Pharmakologie. Er war Mitglied der Schweizerischen Kommission für Medizin und Arzneimittel sowie der Schweizerischen Arbeitsgemeinschaft für Elektroencephalographie. Für die in Bern ausgebildeten Zahnärzte waren seine Rezeptierkunde und der Grundriss der Pharmakologie für Zahnärzte und Studierende der Zahnheilkunde Standardwerke. Er war Mitbegründer und Redakteur der Therapeutischen Umschau, der Internationalen Zeitschrift für Vitaminforschung und des Handbuchs für Therapie.
Nachdem er sich erstmals 1952 bei einem Ernährungssymposium der International Union of Nutrition Sciences in Basel mit einem Diskussionsbeitrag zum Thema Fluoridierung öffentlich geäußert hatte, publizierte er wiederholt kritische Stellungnahmen zur Kariesprophylaxe mit Fluoriden und organisierte schließlich auch ein Symposium in Bern (15. bis 17. Oktober 1962) zum Thema Toxikologie des Fluors.
Als Hauptexperte der Verteidigung von Maria Popescu bewirkte er 1953, zusammen mit Georges Brunschvig, ein zweites Revisionsgesuch des Falles. Er prüfte den Vorwurf der Veronalvergiftung, und stellte in den Anklagepunkten, die 1945 zur zweifelhaften Verurteilung Popescus geführt hatten, Verwechslungen mit Quadronox fest. Als Gordonoff daraufhin «François Naville offen ‹Unfähigkeit› vorwarf, stotterten Staatsanwalt Cornu und Gerichtspräsident Cougnard … etwas von ‹unvermeidlichen Irrtümern›». Daraufhin legte man «Popescu ein Begnadigungsgesuch nahe».
Gordonoff starb am 29. Dezember 1966 auf einer Besuchsreise in Moskau.

## Publikationen (Auswahl)
- (Hrsg.) Toxikologie des Fluors. Schwabe, Basel/Stuttgart 1964
- Über Triorthokresylphosphat-Vergiftungen. In: Fühner-Wieland’s Sammlung von Vergiftungsfällen. Band 11, Dez. 1940.
- Physiologie und Pharmakologie des Expektorationsvorganges. In: Reviews of Physiology, Biochemistry and Pharmacology. Band 40 Nr. 1, Dez. 1938, ISSN 1617-5786.
- Gibt es eine Bronchialperistaltik? VI. Mitteilung. Ein Beitrag zum Studium der Physiologie und Pharmakologie der Sekretomotorik. Research in Experimental Medicine. Springer: Berlin/Heidelberg. Heft 97 Nr. 1, Dez. 1936, ISSN 0300-9130.